# Rhopalostylis baueri
Rhopalostylis baueri är en enhjärtbladig växtart som först beskrevs av Joseph Dalton Hooker, och fick sitt nu gällande namn av Hermann Wendland och Carl Georg Oscar Drude. Rhopalostylis baueri ingår i släktet Rhopalostylis och familjen Arecaceae. Inga underarter finns listade i Catalogue of Life.

## Bildgalleri

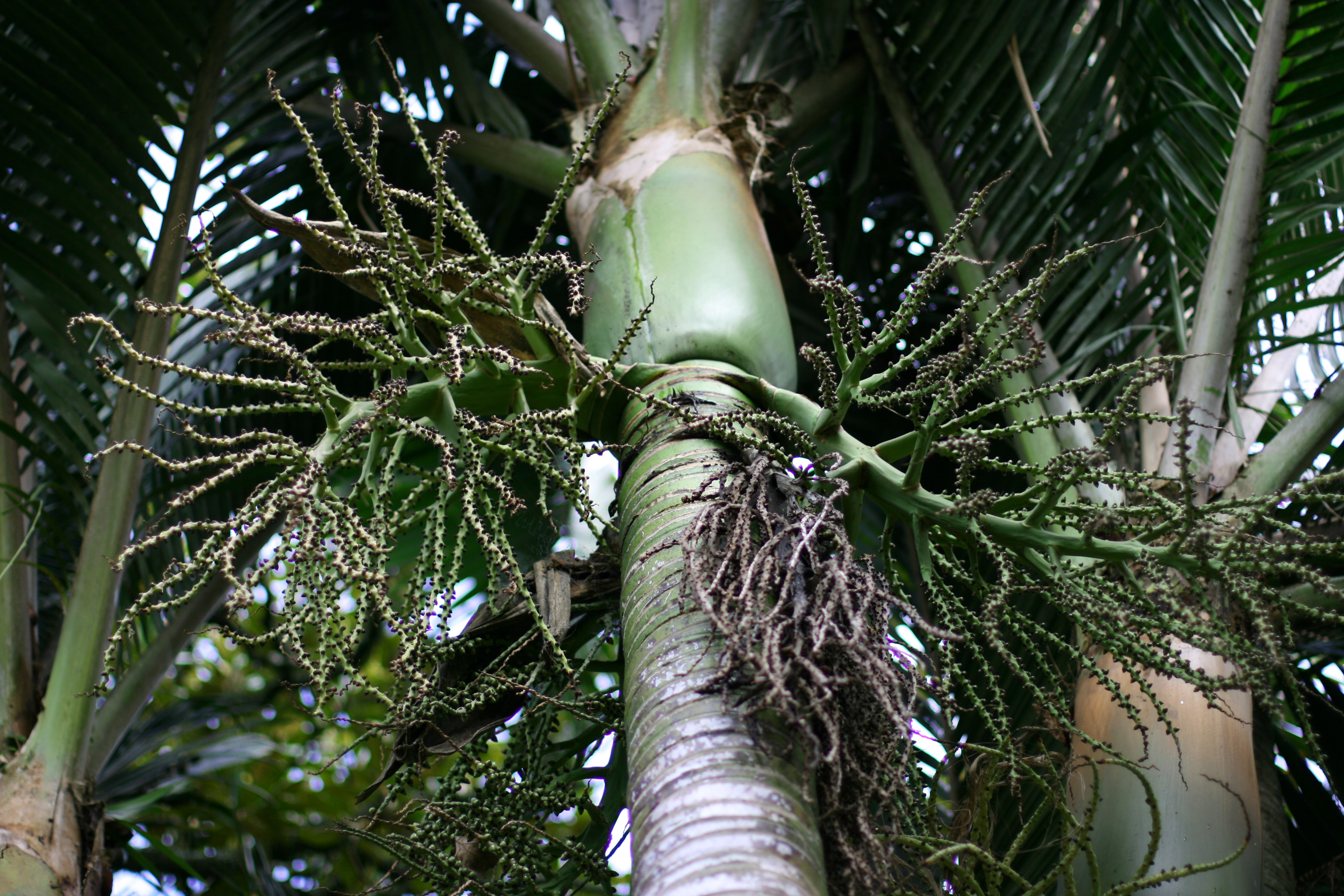
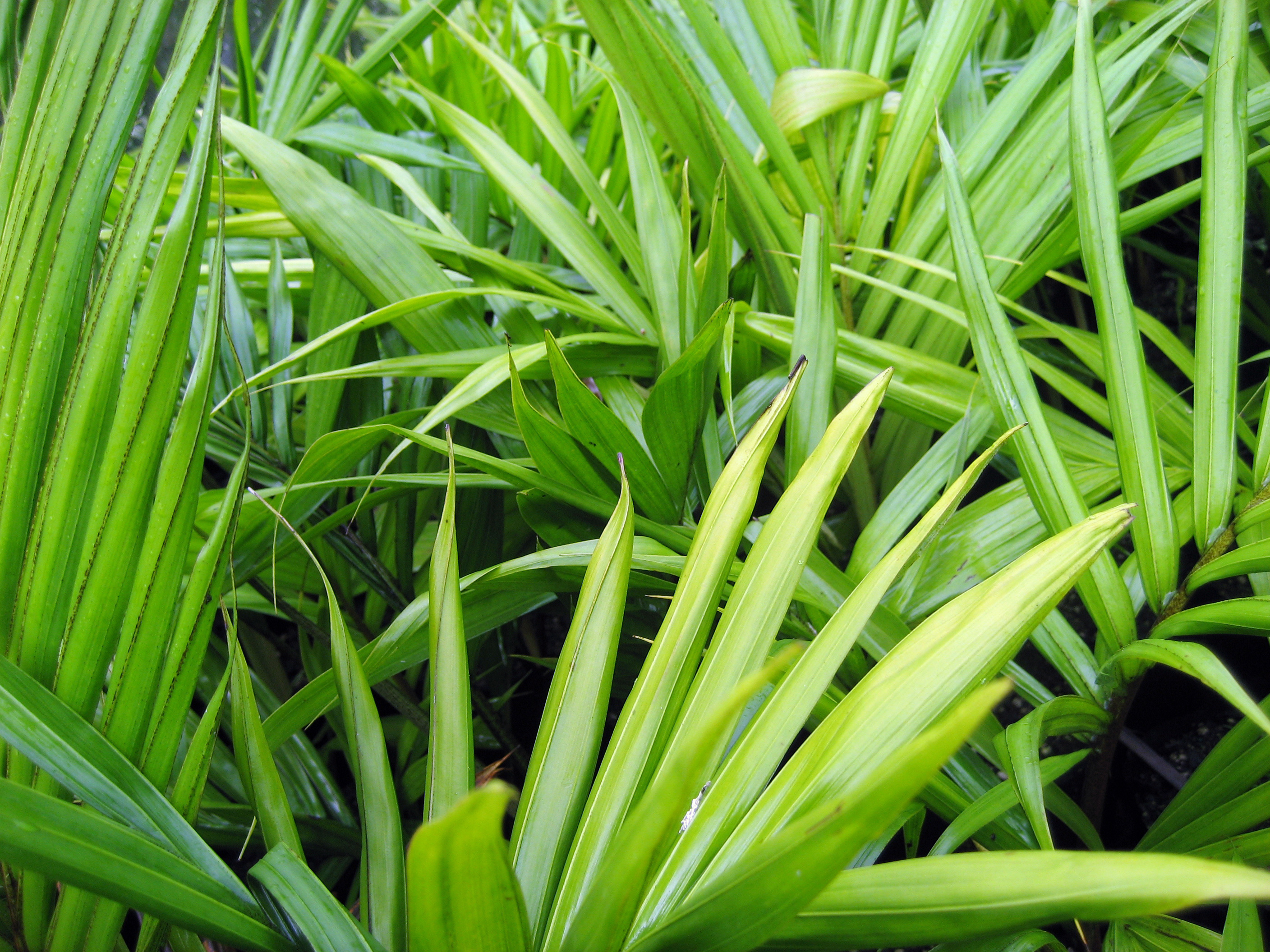